# ماهیچه نیزه‌ای‌زبانی
ماهیچه نیزه‌ای‌زبانی (انگلیسی: Styloglossus) کوتاه‌ترین و کوچک‌ترین ماهیچه از سه ماهیچه نیزه‌ای است.
ماهیچه نیزه‌ای‌زبانی از سطوح پیشین (قدامی) و کناری زائده نیزه‌ای، نزدیک به نوک این زائده، منشأ می‌گیرد و به حاشیه زبان می‌پیوندد. عصب‌گیری آن از عصب زیرزبانی و کار آن بالا کشیدن و عقب کشیدن زبان است.

## نگارخانه

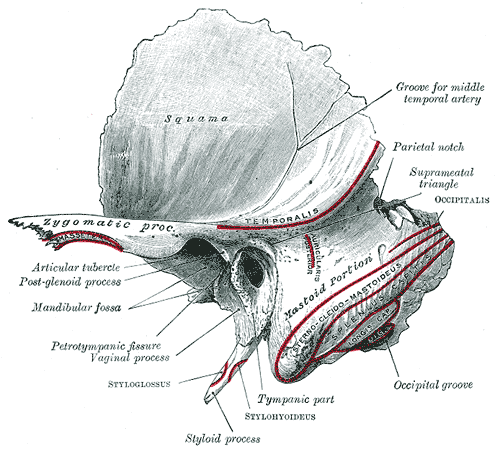
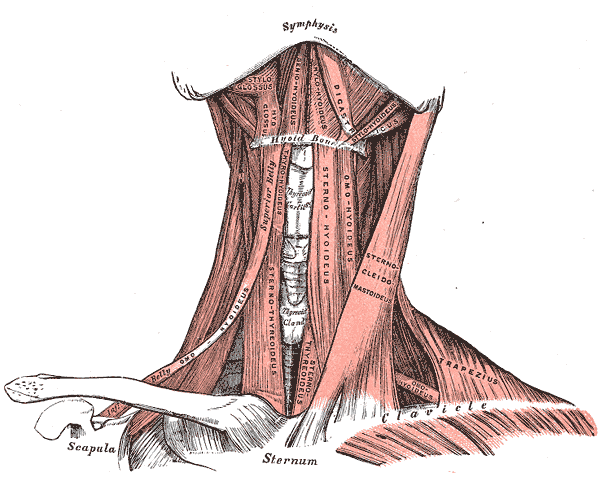
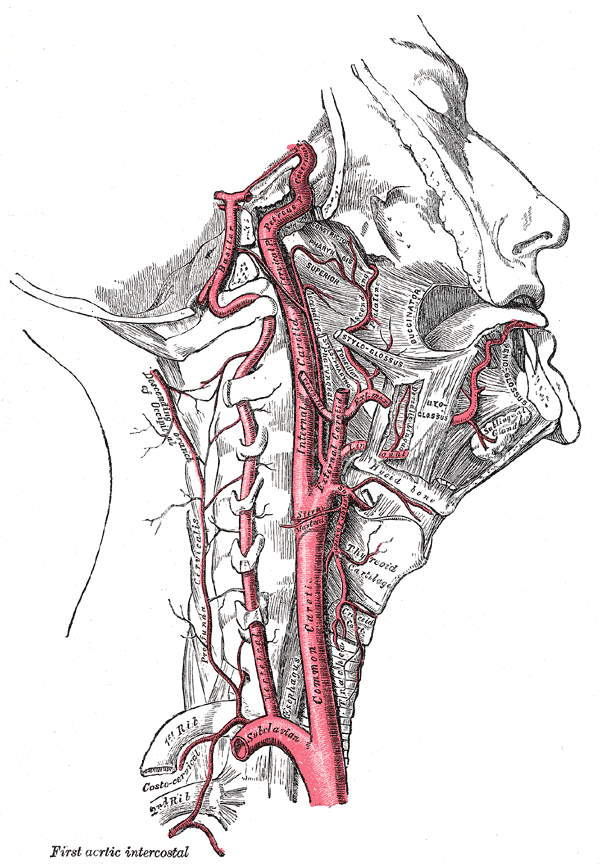
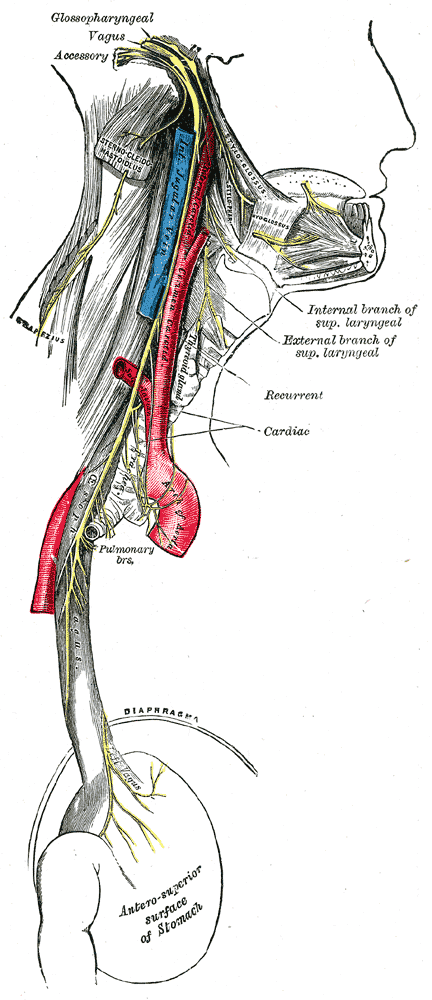
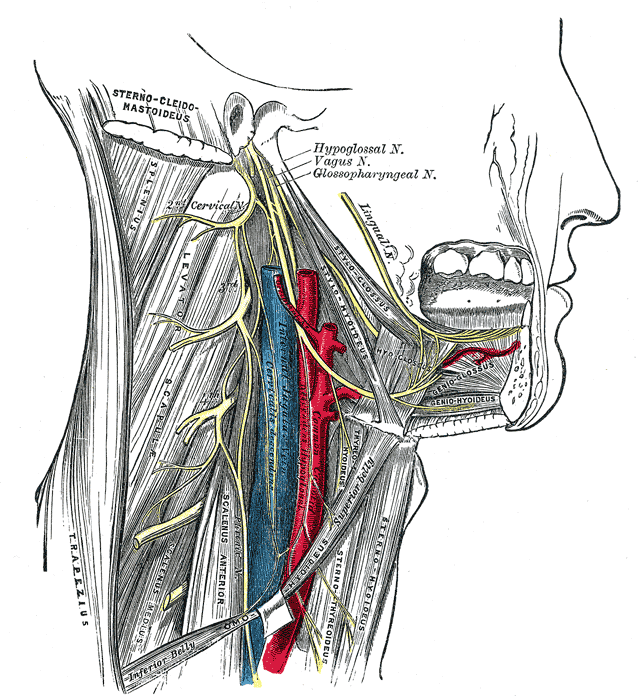
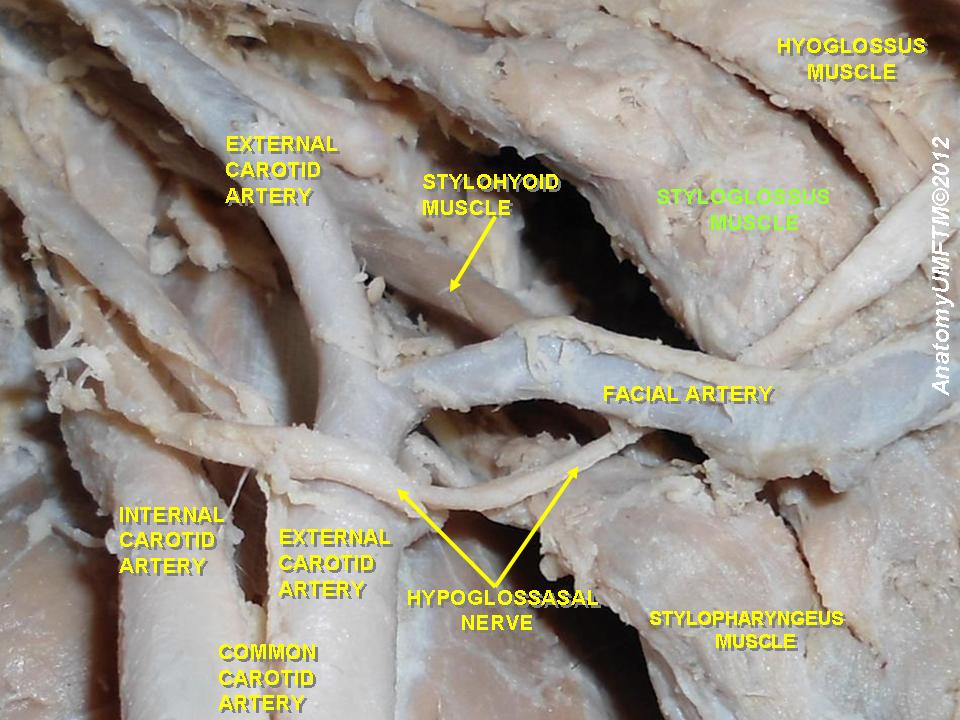
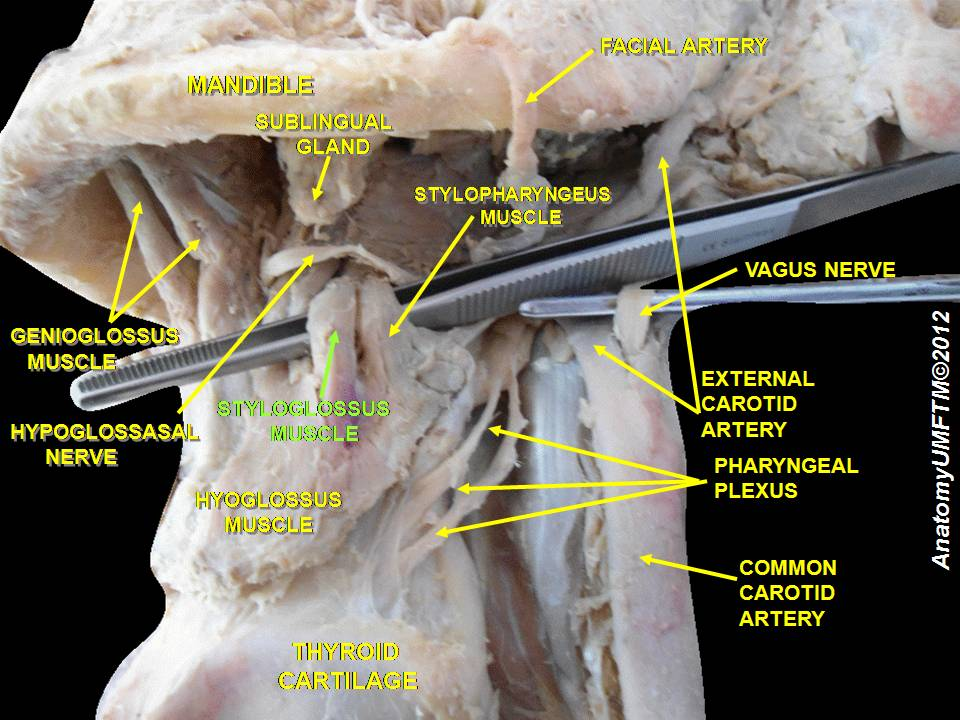
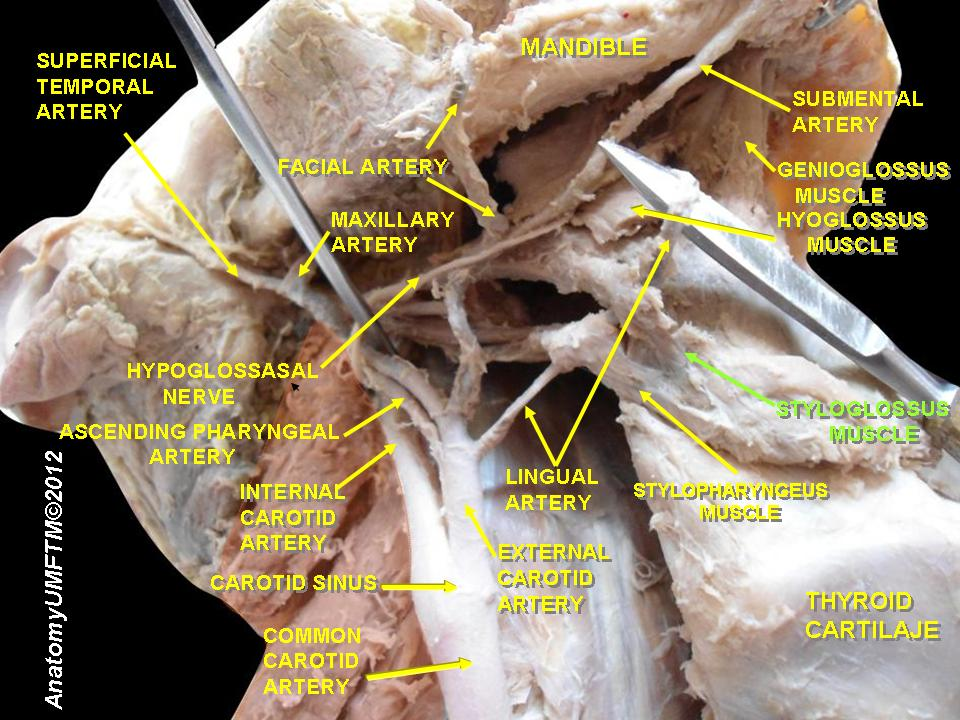
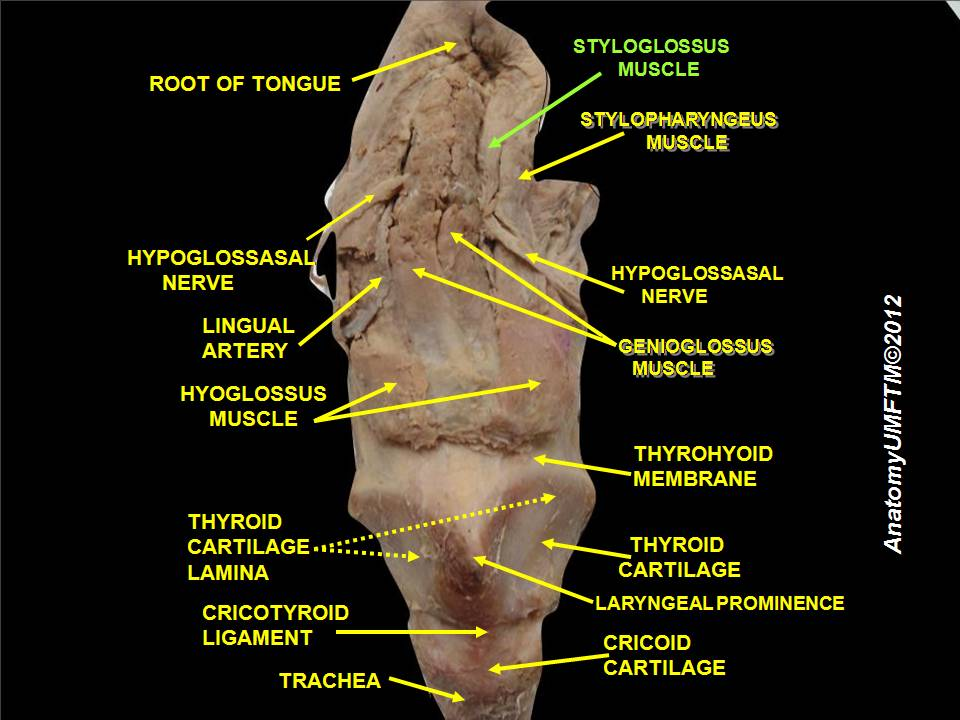